# Super Monkey’s
Super Monkey’s (jap. スーパー・モンキーズ; Sūpā Monkīzu – Eigenschreibweise: SUPER MONKEY’S) war eine japanische Girlgroup, von der die erfolgreiche Musikkarrieren von Namie Amuro und MAX ausgingen.

## Geschichte
Ursprünglich bestand die Gruppe aus 15 Personen, die sich Club Heart nannten, in der die zukünftige Leadsängerin Namie Amuro bereits vertreten war. Vor dem offiziellen Debüt am 16. September 1992 änderte man den Namen der Musikgruppe jedoch in Super Monkey’s um. In einem Interview gab Namie Amuro bekannt, dass die Musikgruppe ursprünglich eine paritätisch besetzte Gruppe mit fünf Jungen und fünf Mädchen werden sollte. Doch man änderte schließlich das Konzept und eine fünfköpfige Girlgroup, in alphabetischer Reihenfolge bestehend aus den Mädchen Namie Amuro, Hisako Arakaki, Minako Inoue (damals noch bekannt als Minako Ameku), Anna Makino und Nanako Takushi, entstand.

### 1992–1993: Offizielles Debüt und moderater Erfolg
Am 16. September 1992 wurde dann zum offiziellen Debüt die Debütsingle Koi no Cute Beat/Mister U.S.A. bei EMI Music Japan veröffentlicht, die auf #29 der Oricon-Charts einstieg und innerhalb von fünf Wochen fast 37.000 Einheiten absetzen konnte. Die Gruppe wurde als Idol-Gruppe mit Bezug zur US-amerikanischen Popmusik vermarktet. Die ursprüngliche Leadsängerin Anna Makino verließ die Gruppe bereits im Dezember desselben Jahres und wurde durch ein neues Gruppenmitglied, Rino Nakasone, ersetzt. Nakasone wurde über Interviews in Zeitschriften als neues Gruppenmitglied beworben und sollte bereits 1992 auf dem Sapporo-Schneefestival auftreten, war jedoch aufgrund von Appendizitis verhindert. Sie verließ jedoch die Gruppe im folgenden Jahr, ohne Musikmaterial aufgenommen zu haben, und wurde auch nicht ersetzt.
Unter neuem Namen trat die Musikgruppe nun als Super Monkey’s 4 (Eigenschrift: SUPER MONKEY’S 4) mit der im Mai 1993 veröffentlichten zweiten Single Dancing Junk auf. Die Single knüpfte aber nicht an den moderaten Erfolg der Debütsingle an. Folgend zur Veröffentlichung der zweiten Single, nahm die Musikgruppe an einer Ensemble-Gruppe mit dem Namen PJG für die Musiksendung Pop Jam mit weiteren Teenager-Idolen auf NHK teil. Im November desselben Jahres wurde die dritte Single mit dem Titel Aishite Muscat (愛してマスカット) veröffentlicht, erreichte aber nur #67 der wöchentlichen Oricon-Charts.

### 1994–1996: Kommerzieller Durchbruch und Auflösung
Nachdem Amuro durch Schauspielerei und Auftritte in Zeitschriften steigende Aufmerksamkeit genoss, änderte man den Namen der Musikgruppe in Namie Amuro with Super Monkey’s. Daraufhin wurden sie Stammgäste bei der Karaoke-Sendung Yoru mo Hippare im April 1994. Im Juli desselben Jahres wurde die nächste Single mit dem Titel Paradise Train veröffentlicht, die jedoch den Einstieg in die Top 100 verpasste (zu diesem Zeitpunkt publizierte Oricon nur eine Top 100 und nicht wie heute [2018] eine Top 200 für Singles). Hiermit war es die charttechnisch schlechteste Single der Musikgruppe. Hisako Arakaki verließ die Gruppe daraufhin und wurde durch die zwei neuen Mitglieder Ritsuko Matsuda und Reina Miyauchi gegen Ende 1994 ersetzt. Die beiden debütierten offiziell mit der fünften Single Try Me: Watashi wo Shinjite am 25. Januar 1995. Das Titellied war eine japanischsprachige Coverversion zum Lied Try Me von Lolita und die Single wurde ein Hit, denn es war der erste Top-10-Einstieg der Gruppe mit #8 und mehr als 730.000 verkauften Einheiten. Schließlich wurde sie auch die 45. meistverkaufte Single in Japan 1995. Es war die erste von insgesamt drei Singles, die Max Matsuura (Vorstandsvorsitzender von Avex Trax) für die Gruppe produzierte, und zudem die meistverkaufte Single der Gruppe.
Nach dem Erfolg der Single empfahl Matsuura Amuro, als Solokünstlerin debütieren und die restlichen Gruppenmitglieder eine neue Musikgruppe formen zu lassen, doch zunächst folgte die sechste Single Taiyō no Season (太陽のSEASON) im April des Jahres. Ab dieser Single wurde die Musikgruppe ein weiteres Mal umbenannt in Amuro Namie und sollte bezogen auf Amuro die Gruppe als Kollektiv darstellen. Außerdem fanden die Gruppenmitglieder abgesehen von Amuro einen Backgroundgesang auf der Single Taiyō no Season und traten somit allmählich in den Hintergrund. Schließlich wurde die Auflösung der Gruppe bekannt, so formten Inoue, Matsuda, Miyauchi und Takushi die Musikgruppe MAX, benannt nach Max Matsuura, und wechselten zur Plattenfirma Avex Trax. MAX veröffentlichten im Mai 1995 die erste Single Koisuru Velfarre Dance: Saturday Night, bei der der Erfolg jedoch ausblieb. Als finale Single veröffentlichte die Gruppe, auch unter dem Namen Amuro Namie, die Single Stop the Music am 24. Juli 1995, wobei dies zur bestplatzierten Single der Gruppe in den wöchentlichen Oricon-Charts mit #4 wurde. Gemeinsam wurde auch das Debütalbum mit dem Titel Dance Tracks Vol. 1 im Oktober desselben Jahres veröffentlicht und konnte sich mit der Höchstplatzierung in den wöchentlichen Oricon-Charts fast zwei Millionen Mal verkaufen. Einige Tage später veröffentlichte Amuro ihre von Tetsuya Komuro produzierte Debütsingle mit dem Titel Body Feels Exit als Solo-Künstlerin, auch unter Avex Trax, und erreichte #3 der wöchentlichen Oricon-Charts. Während MAX Mitte der 90er schließlich Erfolge genießen konnte, aber später aus dem breiten Fokus der Öffentlichkeit verschwand, wurde Amuro zu einer der bedeutendsten Sängerinnen Japans.
Nach der Auflösung veröffentlichte EMI Music Japan am 30. September 1996 eine Kompilation mit dem Titel Original Tracks Vol. 1.

## Diskografie

### Alben
| Jahr | Titel                  | Höchstplatzierung, Gesamtwochen, AuszeichnungChartsChartplatzierungen (Jahr, Titel, Platzierungen, Wochen, Auszeichnungen, Anmerkungen) | Anmerkungen |
| Jahr | Titel                  | JP | Anmerkungen |
| ---- | ---------------------- | --- | --- |
| 1995 | Dance Tracks Vol. 1    | JP1 ×4Vierfachplatin · (44 Wo.)JP | Erstveröffentlichung: 16. Oktober 1995 Verkäufe JP: + 1.865.450                                                            |
| 1996 | Original Tracks Vol. 1 | JP3 Platin · (25 Wo.)JP | Erstveröffentlichung: 30. September 1996 Verkäufe JP: + 431.879; am 2. Mai 2018 unter Universal Music wiederveröffentlicht |

### Singles
| Jahr | Titel Album | Höchstplatzierung, Gesamtwochen, AuszeichnungChartsChartplatzierungen (Jahr, Titel, Album, Platzierungen, Wochen, Auszeichnungen, Anmerkungen) | Anmerkungen                                                                                      |
| Jahr | Titel Album | JP | Anmerkungen                                                                                      |
| ---- | --- | --- | ------------------------------------------------------------------------------------------------ |
| 1992 | Koi no Cute Beat / Mister U.S.A. (恋のキュート・ビート / ミスターU.S.A.) Süßer Beat der Liebe Original Tracks Vol. 1 | JP29 (5 Wo.)JP | Erstveröffentlichung: 16. Oktober 1992 Verkäufe JP: + 36.610                                     |
| 1993 | Dancing Junk Dance Tracks Vol. 1                                                                                     | JP68 (4 Wo.)JP | Erstveröffentlichung: 26. März 1993 Verkäufe JP: + 18.660                                        |
| 1993 | Aishite Masukatto (愛してマスカット) Ich liebe die Muskatellertraube Dance Tracks Vol. 1                             | JP67 (2 Wo.)JP | Erstveröffentlichung: 5. November 1993 Verkäufe JP: + 10.530                                     |
| 1994 | Paradise Train Dance Tracks Vol. 1                                                                                   | — | Erstveröffentlichung: 20. Juli 1994 als Amuro Namie mit Super Monkey’s                           |
| 1995 | Try Me: Watashi wo Shinjite (TRY ME ~私を信じて~) Glaub’ mir Dance Tracks Vol. 1                                     | JP8 Platin · (25 Wo.)JP | Erstveröffentlichung: 25. Januar 1995 Verkäufe JP: + 732.950; als Amuro Namie mit Super Monkey’s |